# Филиппов, Анатолий Матвеевич
Анатолий Матвеевич Филиппов (25 июня 1938 — 19 мая 2022, Севастополь) - советский и украинский винодел, промышленник. Директор Инкерманского завода марочных вин (1975-2006). Заслуженный работник промышленности Украины (1993). Почетный гражданин Севастополя (2010).

## Биография
Родился 25 июня 1938 года. Технолог винного производства. В 1971 в Институте Магарач году защитил диссертацию  кандидата технических наук "Исследование фенольных веществ красных столовых вин с целью разработки способов их стабилизации" .
Более полувека трудился на одном предприятии - Инкерманском заводе марочных вин. Возглавлял завод с 1975 по 2006 год. Подготовил несколько поколений специалистов-виноделов. Под его руководством Инкерманский завод марочных вин вошёл в состав лучших винодельческих предприятий Украины, продукция - столовые и сухие вина приобрела признание в Украине и за ее пределами. Столовые вина Инкермана считаются классикой крымского и украинского виноделия. После этого и до ухода на отдых на должности директора по стратегическому развитию, советника дирекции. Один из учредителей и активный член Союза виноделов Крыма.
Анатолий Филиппов скончался в Севастополе 19 мая 2022 года. Церемония прощания прошла в здании Матросского клуба в присутствии официальных лиц Севастополя.

## Награды
За вклад в развитие виноделия в СССР награждён медалью «За трудовую доблесть», орденом «Знак Почета», орденом Трудового Красного Знамени.
В 1993 году Президентом Украины Анатолию Филиппову присвоено звание «Заслуженный работник промышленности Украины», в 1998 году он был награжден орденом «За заслуги» III степени.
Был награжден знаком «За заслуги перед Балаклавским районом» и знаком «За заслуги перед городом». За 50-летний период активной творческой деятельности, весомый многогранный вклад в развитие отечественного виноградарства и виноделия Анатолию Филиппову решением Севастопольского горсовета № 7046 от 10.06.2009 было присвоено звание «Почетный гражданин города-героя Севастополя».